# Балканска мряна
 Тази статия е за вида риби Barbus balcanicus.  За вида Barbus petenyi вижте Черна мряна.  
Балканската мряна (Barbus balcanicus) е вид лъчеперка от семейство Шаранови (Cyprinidae). Видът не е застрашен от изчезване.

## Разпространение
Разпространен е в Австрия, Албания, Босна и Херцеговина, България, Гърция, Италия, Северна Македония, Румъния, Словения, Сърбия, Унгария, Хърватия и Черна гора.

## Описание
На дължина достигат до 17,5 cm.